# Beach Red
Beach Red (bra: Desembarque Sangrento) é um filme norte-americano de 1967, do gênero guerra, dirigido por Cornel Wilde e estrelado por Cornel Wilde e Rip Torn
O filme oferece uma visão realista da Segunda Guerra Mundial e se destaca por mostrar que havia seres humanos decentes nos dois lados do conflito --americanos e japoneses. A violência das batalhas é exposta em um estilo desglamurizado que influenciou produções futuras, como Platoon, Saving Private Ryan e The Thin Red Line.

## Sinopse
Segunda Guerra Mundial. Fuzileiros navais americanos desembarcam em uma ilha do Pacífico ocupada por japoneses. Enquanto avançam terra a dentro, os inimigos preparam um contra-ataque. homens de ambos os lados são perseguidos por lembranças do lar e por horríveis visões dos combates em que tomaram parte.

## Principais premiações
| Patrocinador                                  | Prêmio | Categoria       | Situação |
| --------------------------------------------- | ------ | --------------- | -------- |
| Academia de Artes e Ciências Cinematográficas | Oscar  | Melhor Montagem | Indicado |

## Elenco
| Ator/Atriz      | Personagem         |
| --------------- | ------------------ |
| Cornel Wilde    | Capitão MacDonald  |
| Rip Torn        | Sargento Honeywell |
| Burr DeBenning  | Egan               |
| Patrick Wolfe   | Cliff              |
| Jean Wallace    | Julie              |
| Jaime Sánchez   | Colombo            |
| Dale Ishimoto   | Capitão Tanaka     |
| Genki Koyama    | Coronel Sugiyama   |
| Gene Blakely    | Goldberg           |
| Michael Parsons | Sargento Lindstrom |
| Norman Pak      | Nakano             |
| Dewey Stringer  | Mouse              |
| Fred Galang     | Tenente Domingo    |
| Hiroshi Kiyama  | Mishio             |
| Michio Hazama   | Capitão Kondo      |